# Caesio teres
Caesio teres là một loài cá biển trong họ Caesionidae.

## Mô tả
Loài cá này phát triển lên đến 40 cm. Cơ thể của chúng là hình thoi hoặc hình trục và đuôi chẻ đôi. Miệng nhỏ và có thể được kéo dài về phía trước để nuốt thức ăn.

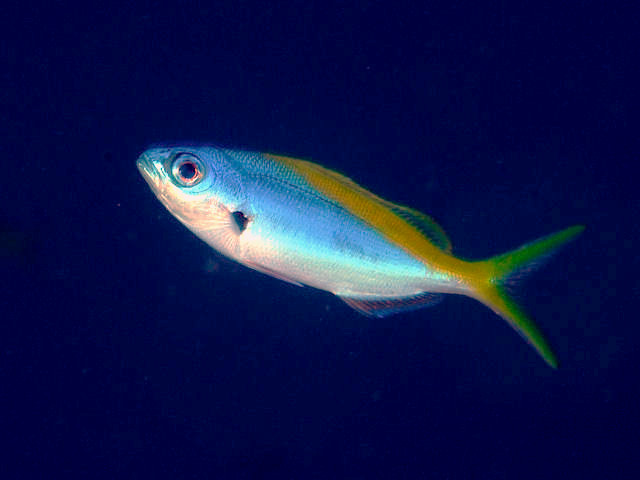
Cận cảnh một cá thể

Màu sắc cơ thể là màu xanh biển và màu vàng ở lưng. Khi chúng còn non, khu vực màu vàng bắt đầu từ cổ, hoặc phần đầu của các vây lưng, về phần thấp của cuống đuôi, vẽ nên một đường chéo. Đối với cá lớn hơn, khu vực màu vàng là nhỏ đi đến vây đuôi và cuống đuôi. Loài cá này phân bố rộng khắp các vùng biển nhiệt đới của Ấn Độ Dương, trừ Biển Đỏ và vịnh Ba Tư, đến phía Tây Thái Bình Dương. Loài cá này sinh sống ở tầng giữa nước trong đầm phá sâu và gần rạn san hô ở độ sâu từ bề mặt nước tới 50 m.